# یواس‌اس ویت (ای‌آراس-۳۵)
یواس‌اس ویت (ای‌آراس-۳۵) (به انگلیسی: USS Weight (ARS-35)) یک کشتی بود که طول آن ۱۸۳ فوت ۳ اینچ (۵۵٫۸۵ متر) بود. این کشتی در سال ۱۹۴۳ ساخته شد.